# 부산광역시수산자원연구소
부산광역시수산자원연구소(釜山廣域市水産資原硏究所, Busan Marine Fisheries Resources Reserch Institute)는 수산종묘의 안정적·지속적 생산·공급으로 수산자원회복 및 어업인의 소득증대를 도모하고, 지역토속품종의 특성화 연구·개발 등의 연구사업과 수산 기술의 지도·보급에 관한 사무를 분장하는 부산광역시청의 사업소이다. 소장은 지방기술서기관 또는 지방해양수산연구관으로 보한다.

## 설치 근거 및 소관 사무

### 설치 근거
- 「부산광역시 행정기구 설치 조례」 제48조의4제1항[2]

### 소관 사무
- 수산종묘의 생산 및 방류
- 수산자원의 조성·보존 및 관리에 관한 사항
- 우량 수산종묘의 분양·공급
- 수산종묘 생산기술 및 새로운 수산양식 기술개발에 관한 연구
- 어병연구 및 치료기술개발 등에 관한 사항
- 수산기술의 보급 및 사업계획 시행
- 어업인 및 어업인후계자에 대한 수산기술의 지도·교육
- 자연재해로 인한 수산생물질병관리의 예방 및 기술지도에 관한 업무
- 어업인 정보화 교육 및 훈련에 관한 사항

## 연혁
- 2008년 7월 7일: 부산광역시수산자원연구소 설치.[3]
- 2014년 7월: 해조류육종연구실 설치.
- 2017년 4월 28일 낙동강하구 수산생물 체험학습장 개장.

## 조직

### 소장
- 관리팀[4]
- 연구개발팀[5]
- 기술보급팀[6]